# Auf U-17 ist die Hölle los
Auf U-17 ist die Hölle los (Originaltitel: The Atomic Submarine, auch: The Atomic Sub) ist ein US-amerikanischer Schwarzweißfilm des Genres Science-Fiction/Horrorfilm, der am 29. November 1959 seine Premiere in den Vereinigten Staaten hatte und am 17. Juli 1963 in die bundesdeutschen Kinos kam. Der Film kam unter dem Titel Auf der U 17 ist die Hölle los ins deutsche Fernsehen.

## Handlung
Als im Jahr 1969 immer mehr Schiffe am Nordpol spurlos verschwinden, entscheidet sich die US-Regierung das neueste Atom-U-Boot „Tigershark“ zu entsenden, um das Rätsel zu lösen. Umgebaut und ausgerüstet mit Torpedos mit Atomsprengköpfen, einer Abschussrampe für eine Polaris-Rakete und einer Taucherglocke macht sich die Besatzung unter der Leitung von Captain Wendover auf die Suche. In der Nähe des Nordpols entdecken sie unter Wasser ein UFO, dem sie den Namen „Cyclop“ geben, und das sich gerade auf dem Weg zum Nordpol befindet. Sie vermuten, dass das UFO dort seine Energievorräte mittels des Erdmagnetismus auflädt. Als sie das UFO aufgespürt haben, müssen sie jedoch feststellen, dass ihre Torpedos keine Wirkung erzielen, weshalb sie das UFO rammen. Das U-Boot verkeilt sich in dem Raumschiff und beide sinken zum Meeresboden. Der Versuch von dem UFO loszukommen scheitert und so gehen einige Männer mit Hilfe der Taucherglocke an Bord des Raumschiffs. Dort entdecken sie ein einäugiges, krakenähnliches Wesen, das sich mittels Telepathie verständlich macht. Es erklärt dem Captain, dass es ein Vorbote zur Erkundung der Erde ist, um diese zu erforschen und später zu übernehmen. Alle Versuche, das Wesen zu töten misslingen, da sich dieses selbst regenerieren kann.
Nachdem das U-Boot befreit wurde, entscheidet man sich, das UFO beim Start in die Erdatmosphäre mit der Polaris-Rakete zu zerstören, was letztlich auch gelingt.

## Produktion und Verleih
- Produktionskosten 135.000 US-Dollar (geschätzt)[2]
- Produktionsfirma: Gorham Productions
- Verleih in den Vereinigten Staaten: Allied Artists Pictures
- Verleih in Deutschland: Mercator-Film

## Kritiken
„Die 50er Jahre waren die Hochzeit für phantastische B-Movies in Amerika. Dieser recht späte in schwarzweiß gedrehte Vertreter von 1959 verknüpft ein U-Boot-Drama mit Außerirdischen, die mal wieder die Welt erobern wollen, und in einem Unterwasser-UFO alle Schiffe in der Arktis zerstören. Regie führte Spencer Gordon Bennet (Batman and Robin), der bereits zu Stummfilmzeiten aktiv war und bis dato schon über 100 Filme abgewickelt hatte. Seine Crew setzt sich aus meist älteren, damals durchaus bekannten Darstellern zusammen, die allesamt überzeugend spielen… Fazit: Wer auf nostalgische Science-Fiction B-Movies steht, ist hier gut aufgehoben.“

„Die Mannschaft eines Atom-U-Bootes vernichtet einen unter dem Polarkreis operierenden interplanetarischen Strahlenkörper. Science-Fiction-Film von technisch geringer Fantasie, der ein Loblied auf die Militärs anstimmt.“